# Вэйян
Вэйя́н (кит. упр. 未央, пиньинь Wèiyāng) — район городского подчинения города субпровинциального значения Сиань провинции Шэньси (КНР). Район назван в честь находящегося на его территории дворца Вэйян, построенного во времена династии Хань.

## История
В царстве Цинь в 349 году до н. э. был создан уезд Сяньян (咸阳县), и эти места оказались в его составе. При империи Хань в 202 году до н. э. был создан уезд Чанъань (长安县). Во времена диктатуры Ван Мана написание названия уезда Чанъань было изменено на 常安县, но Гэнши-ди вернул ему прежнее название.
При империи Северная Чжоу в 558 году восточная часть уезда Чанъань (к востоку от линии, делящей город Чанъань пополам с севера на юг) была выделена в отдельный уезд Ваньнянь (万年县). После основания империи Суй император Ян-ди в 583 году переименовал уезд Ваньнянь в Дасин (大兴县). После смены империи Суй на империю Тан уезду Дасин в 618 году было возвращено название Ваньнянь. В 624 году к уезду Ваньнянь был присоединён уезд Чжиян. В 748 году уезд Ваньнянь был переименован в Сяньнин (咸宁县), но в 758 году ему было возвращено название Ваньнянь.
В Эпоху пяти династий при империи Поздняя Лян уезд Ваньнянь был в 907 году переименован в Данянь (大年县), но при империи Поздняя Тан в 923 году ему было возвращено название Ваньнянь.
При империи Сун уезд Ваньнянь в 1125 году был переименован в Фаньчуань (樊川县). После завоевания этих мест чжурчжэнями уезд Фаньчуань был в 1181 году в составе империи Цзинь переименован в Сяньнин.
После Синьхайской революции уезд Сяньнин был в 1913 году присоединён к уезду Чанъань.
Во время гражданской войны Сиань в мае 1949 года перешёл в руки коммунистов. В 1949—1954 годах часть земель уезда Чанъань была постепенно передана под юрисдикцию города Сиань. В сентябре 1954 года на части земель, до этого входивших в состав уезда Чанъань, был создан район Цаотань (草滩区). С января 1955 года в результате административно-территориального переустройства деления Сианя на районы изменилось, и вместо двенадцати их стало девять; район № 8 и район № 11 были объединены в район Вэйян.
В 1957 году район Вэйян был расформирован; часть его территории была объединена с районом Цаотань в новый район, также получивший название Вэйян. В 1960 году был ликвидирован район Синьчэн, а часть его территории была присоединена к району Вэйян. В 1962 году район Синьчэн был восстановлен. В 1965 году были ликвидированы районы Бацяо, Яньта, Афан (阿房区) и Вэйян, а вместо них образован Пригородный район (郊区). В 1980 году Пригородный район был расформирован, и был вновь создан район Вэйян.

## Административное деление
Район делится на 12 уличных комитетов.